# Francisco Barca Corral
Francisco Barca Corral fue un político y escritor español nacido en Puerto Real en 1831 y fallecido en Nueva York en 1883. 

## Carrera política
Diputado entre 1858 y 1878. Director general de Administración (1868). Embajador en Estados Unidos (1881), donde se suicidó.

## Obras
Autor de artículos periodísticos y de un Diccionario de política y administración, que dejó inconcluso.
- Datos: Q2835082